# The Hole (film, 1998)
Pour les articles homonymes, voir The Hole.
Pour plus de détails, voir Fiche technique et Distribution.
The Hole, également intitulé La Dernière Danse (洞, Dòng) est un film franco-taïwanais réalisé par Tsai Ming-liang, sorti en 1998.

## Synopsis
À la veille de l'an 2000, dans une ville taïwanaise, une mystérieuse épidémie oblige les gens à quitter la ville en proie à une pluie qui tombe sans discontinuer. Les gens contaminés commencent à se comporter comme des cafards et à rechercher les endroits sombres et humides. Un homme et une femme décident de rester, et communiquent par le trou entre leurs deux appartements.

## Fiche technique
- Titre : The Hole
- Titre original : 洞, Dòng
- Réalisation : Tsai Ming-liang
- Scénario : Tsai Ming-liang et Yang Pi-ying
- Musique : chansons interprétées dans les années 50-60 par Grace Chang
- Photographie : Liao Pen-jung
- Pays d'origine :  Taïwan,  France
- Genre : drame, musical
- Durée : 95 minutes
- Dates de sortie :
  - France : mai 1998 (Festival de Cannes) ; 24 mars 1999 (sortie nationale)

## Distribution
- Yang Kuei-mei : la femme
- Lee Kang-sheng : l'homme
- Miao Tien (en) : le client
- Tong Hsiang-chu : le plombier
- Lin Hui-chin : le voisin

## Musique
Les scènes musicales utilisent des chansons préexistantes interprétées par Grace Chang :
- Da pen ti
- Yan zhi hu
- Wo yao ni de ai
- Wo ai ka li su (issu du film Kong zhong xiao jie, 1959)
- Bu guan ni shi shei

## Distinctions
- Festival international du film de Chicago 1998 : Prix du meilleur film
- Festival de Cannes 1998 : sélection officielle, en compétition
- Festival du film de Taipei 1998 : Prix du jury (compétition Taiwan Feature Film)